# Grzegorz Zarugiewicz
Grzegorz Zarugiewicz (ur. 16 września 1884 w Kutach, zm. 10 marca 1956 w Zielonej Górze) – polski Ormianin, nauczyciel, pionier winiarstwa na południowo-wschodnich Kresach II RP i w Zielonej Górze.
Urodzony w rodzinie polskich Ormian z Pokucia, syn Bogdana i Rypsymy. Jego bratankiem był Konstanty Zarugiewicz, ochotnik z szeregu Orląt lwowskich, poległy w bitwie pod Zadwórzem, a bratową Jadwiga Zarugiewiczowa, symboliczna matka Nieznanego Żołnierza.
Grzegorz Zarugiewicz ukończył gimnazjum w Brzeżanach i studia winiarskie w Odessie. W latach 1908–1928 pracował w winnicach w Rumunii i Besarabii. Po powrocie do Polski prowadził we wsi Wierzchniakowce k. Borszczowa 10,5-hektarowe gospodarstwo ogrodnicze, którego główną częścią była winnica. Równocześnie był nauczycielem w Szkole Sadowniczo-Winiarskiej w Zaleszczykach oraz instruktorem winiarstwa z ramienia Małopolskiego Towarzystwa Rolniczego we Lwowie. W 1945 r. ekspatriowany wraz z rodziną osiadł w Zielonej Górze, gdzie przejął kilka tamtejszych winnic oraz objął stanowisko dyrektora technicznego Lubuskiej Wytwórni Win (dawnej wytwórni Gremplera). W latach 1947–1952 był też nauczycielem w Państwowym Liceum Sadowniczo-Winiarskim. W 1954 r. został oddelegowany do Warki, gdzie kierował winnicami nad rzeką Pilicą, wchodzącymi w skład Mazowieckiej Wytwórni Win.
Był autorem publikacji:
- Krótki podręcznik uprawy winorośli w Polsce (napisany wraz Gustawem Głażewskim), Lwów 1933[4],
- Uprawa krzewu winnego, Poznań 1948[5].

Pochowany na cmentarzu przy ul. Wrocławskiej w Zielonej Górze. Dwukrotnie żonaty (pierwsza żona, Natalia Balinow, Rosjanka, zmarła na tyfus), miał cztery córki. Jego imię nosi ulica przy Palmiarni Zielonogórskiej.